# Agrínios flygplats
Agrínios flygplats är en militär flygplats i Grekland. Den ligger i prefekturen Nomós Aitolías kai Akarnanías och regionen Västra Grekland, i den centrala delen av landet, 220 km väster om huvudstaden Aten. Agrínios flygplats ligger 20 meter över havet.